# Tilly-sur-Seulles (tổng)
Tổng Tilly-sur-Seulles là một tổng thuộc tỉnh Calvados trong vùng Normandie.
Tổng này được tổ chức xung quanh Tilly-sur-Seulles ở quận Caen. Độ cao khu vực này dao động từ 27 m (Carcagny) đến 130 m (Vendes) với độ cao trung bình 81 m.

## Hành chính
| Giai đoạn     | Ủy viên         | Đảng | Tư cách                      |
| ------------- | --------------- | ---- | ---------------------------- |
|               |                 |      |                              |
| ? - 2001      | Guy Imhof       | -    | -                            |
| 2001 - actuel | Olivier Quesnot | PRG  | Thị trưởng Tilly-sur-Seulles |

## Các đơn vị trực thuộc
Tổng Tilly-sur-Seulles gồm 22 xã với dân số 14 464 người (điều tra dân số năm 1999, dân số không tính trùng)
| Xã                         | Dân số | Mã bưu chính | Mã insee |
| -------------------------- | ------ | ------------ | -------- |
| Audrieu                    | 839    | 14250        | 14026    |
| Bretteville-l'Orgueilleuse | 2 389  | 14740        | 14098    |
| Brouay                     | 320    | 14250        | 14109    |
| Carcagny                   | 276    | 14740        | 14135    |
| Cheux                      | 1 085  | 14210        | 14157    |
| Cristot                    | 160    | 14250        | 14205    |
| Ducy-Sainte-Marguerite     | 144    | 14250        | 14232    |
| Fontenay-le-Pesnel         | 938    | 14250        | 14278    |
| Grainville-sur-Odon        | 967    | 14210        | 14311    |
| Juvigny-sur-Seulles        | 55     | 14250        | 14348    |
| Loucelles                  | 137    | 14250        | 14380    |
| Le Mesnil-Patry            | 217    | 14740        | 14423    |
| Mondrainville              | 409    | 14210        | 14438    |
| Mouen                      | 1 292  | 14790        | 14454    |
| Putot-en-Bessin            | 331    | 14740        | 14525    |
| Rots                       | 1 354  | 14980        | 14543    |
| Sainte-Croix-Grand-Tonne   | 293    | 14740        | 14568    |
| Saint-Manvieu-Norrey       | 1 417  | 14740        | 14610    |
| Saint-Vaast-sur-Seulles    | 134    | 14250        | 14661    |
| Tessel                     | 173    | 14250        | 14684    |
| Tilly-sur-Seulles          | 1 251  | 14250        | 14692    |
| Vendes                     | 283    | 14250        | 14734    |

## Biến động dân số
| 1962                                                     | 1968  | 1975  | 1982   | 1990   | 1999   |
| -------------------------------------------------------- | ----- | ----- | ------ | ------ | ------ |
| 7 475                                                    | 8 023 | 8 980 | 10 772 | 13 189 | 14 464 |
| Nombre retenu à partir de 1962 : dân số không tính trùng |       |       |        |        |        |